# قائمة أدوات تحضير الطعام
هذه قائمة بأدوات وأواني إعداد الطعام، أو ما يعرف بأدوات المطبخ.
| - أداة البسط - أداة التقشير - القدر - المدقة. - الوعاء مقاوم للحرارة - آنية فخارية - حمام مريم - حنفية - خلاط - خلاط العجين - سكين التشريح - سكين الخبز | - سكين الخضروات - سكين الشيف - سكين اللحوم - سكين - شوكة - صفيح الكعك - عصارة الليمون - غلاية مزدوجة - فاتحة علب - فرشاة المعجنات - فرن - قاطع البيتزا | - قاطع الحلوى - قاطع العظام - قاطعة التفاح - قماش الجبن - كأس القياس - كسارة الجوز - كيس المعجنات - مبشرة الجبن - مصفاة - مطحنة - مغرفة - مقشرة بطاطس - مقص المطبخ | - مقلاة - ملعقة - ملعقة الشاي - ملعقة القياس - ملعقة خشبية - ملعقة خلط - منخل - هراسة البطاطس - هيئة مقشط - وعاء الخلط - قطاعة خضار |